# Катарина Адања
Катарина Адања (рођ. Барух; Суботица, 17. децембар 1921 — Београд, 12. септембар 1989) била је српски историчар уметности, почасни члан Удружења ликовних уметника примењених уметности и дизајнера Србије, јеврејског порекла.

## Биографија
Рођена је 17. децембра 1921. године у Суботици, Краљевина Срба, Хрвата и Словенаца, у породици сефардског порекла.
После завршене основне школе, школовала се у лицејима у Бечу и Швајцарској. Након рата је дипломирала историју уметности на Филозофском факултету Универзитета у Београду.
После ослобођења радила је у мађарској редакцији „Радио Југославије“. Као преводилац учествовала је у раду делегација које су водиле преговоре у вези граница (у Бачу) и у вези канала Дунав—Тиса—Дунав. Са Агнесом Сас и Егоном Штајнером превела је Политику социјалистичке Мађарске Јаноша Кадара (1973). Писала је одреднице за Енциклопедију ликовне уметности.
Као кустос радила је у Музеју ПТТ и писала за ПТТ гласник, часопис музеја и ПТТ Весник, орган Заједнице југословенских пошта, телеграфа и телефона. Текстове је објављивала у рубрици Трагом прошлости. Опремила је велики број каталога и брошура приликом објављивања поштанских марака. Ликовне критике и чланке о уметности југословенског поднебља објављивала је на страницама Политике, Базара, Илустроване Политике, Књижевних новина, Нове Македоније, Побједе, Ослобођења, Јеврејског прегледа, Уметности, Телеграма, Југословенске ревије (енгл. Yugoslav Review), Света културе као и за Le Monde de philatelists.

## Породица
Отац Аладар, пре рата власник, а након рата саветник у експорт-импорт фирми која је продавала живину у Енглеској, Немачкој и Швајцарској. Мајка Олга, рођ. Хорват, радила је у породичном предузећу као ревизор-књиговођа.
За време рата скривала се са супругом Соломоном. Једно време су били у логору у Будимпешти. Отац Аладар је преживео страхоте Берген Белзена, а мајка и сестра Вера страдале су у Аушвицу.
Била је удата за Соломона Адању, реномираног српског уролога. Имају кћерке Миру Адању-Полак, познату новинарку, Гордану Грујић, магистра биохемије и сина Ђорђа Адању, специјалисту урологије.

## Чланство у организацијама
Као чланица Дипломатског интернационалног клуба одржала је бројна предавања о југословенској култури. Отворила је изложбу вајара Дениса Мичела у Културном центру Београда (1974). У раду жирија Октобарског салона учествовала је од 1960. до 1985, а била је и чланица Савета жирија Југословенског тријенала керамике (1980) и Светског фестивала керамике у оквиру Смотре југословенске уметности „Мермер и звуци“. Чланица Поштанског историјског друштва (енгл. Postal history society) из Њујорка била је од 1974. до смрти. Преминула је 12. септембра 1989. године у Београд. Била је почасна чланица Удружења ликовних уметника примењених уметности и дизајнера Србије, а постхумно је добила Награду за животно дело УЛУПУДС (1989). Мегилу захвалницу за допринос, помоћ и подршку Јеврејској заједници у Југославији добила је 1971. године.

## Важнија дела
- Низ каталога за појединачне и групне изложбе ликовних стваралаца: Гордана Глид (1971), Луција Банцов Вебер (1971), Коста Ђорђевић (1972), Ђорђе Исаков (1972), Весна Радосављевић (1972), Мира Сандић (1974), Владанка Рашић (1978), Станислава Кнез Милошевић (1978), Душан Јовановић (1981), Јосип Каракас, Зоран Првановић, Љубица Вукобратовић, Даница Беба Цигарчић, Ариго Витлер, Мирјана Лехнер Драгић.
- Yugoslav mosaic, Београд (1969)
- Бисери издатих серија југословенских марака (1971)
- Поштоноше у Старом Египту (1971)
- Почеци поштанске службе у Русији (1974)
- Библија и саобраћај
- Како је функционисала пошта у концентрационим логорима (1974)
- Уметничка дела као мотиви на поштанским маркама, Немачки министар за белим столом незванично (1976)
- Mai Beográdi müvészet, Београд-Будимпешта (1977) (каталог)
- Љубица Д. Вукобрадовић: watercolours, Београд (1980) (каталог)
- 100 сликара и кипара, Загреб (1985)
- Илија Филиповић: Ликовна галерија Савременици, Лазаревац (1988) (каталог)
- Ингрид Кране: акварели, Београд (1989) (каталог)
- Трагика породице Барух, поводом изузетне изложбе Боре Баруха, Политика.